# Rulotă
Termenul de rulotă este folosit pentru a descrie un vehicul cu două sau patru roți, remorcat la un autoturism și dotat cu elemente de confort proprii, potrivit unei mici camere de locuit. 
Denumirea își are originile în cuvântul fr.roulotte.

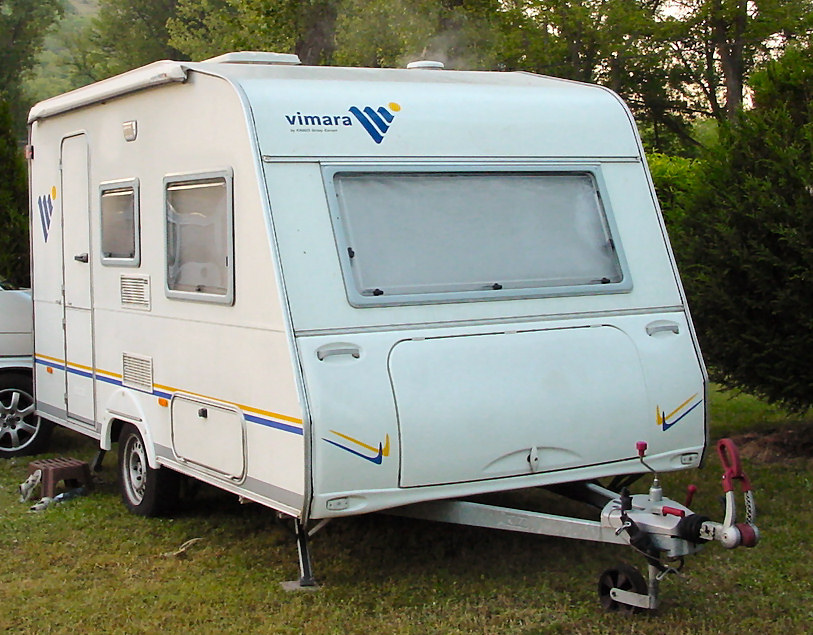
Rulotă, Olanda, 2005